# St. Birgitta (Lemland)

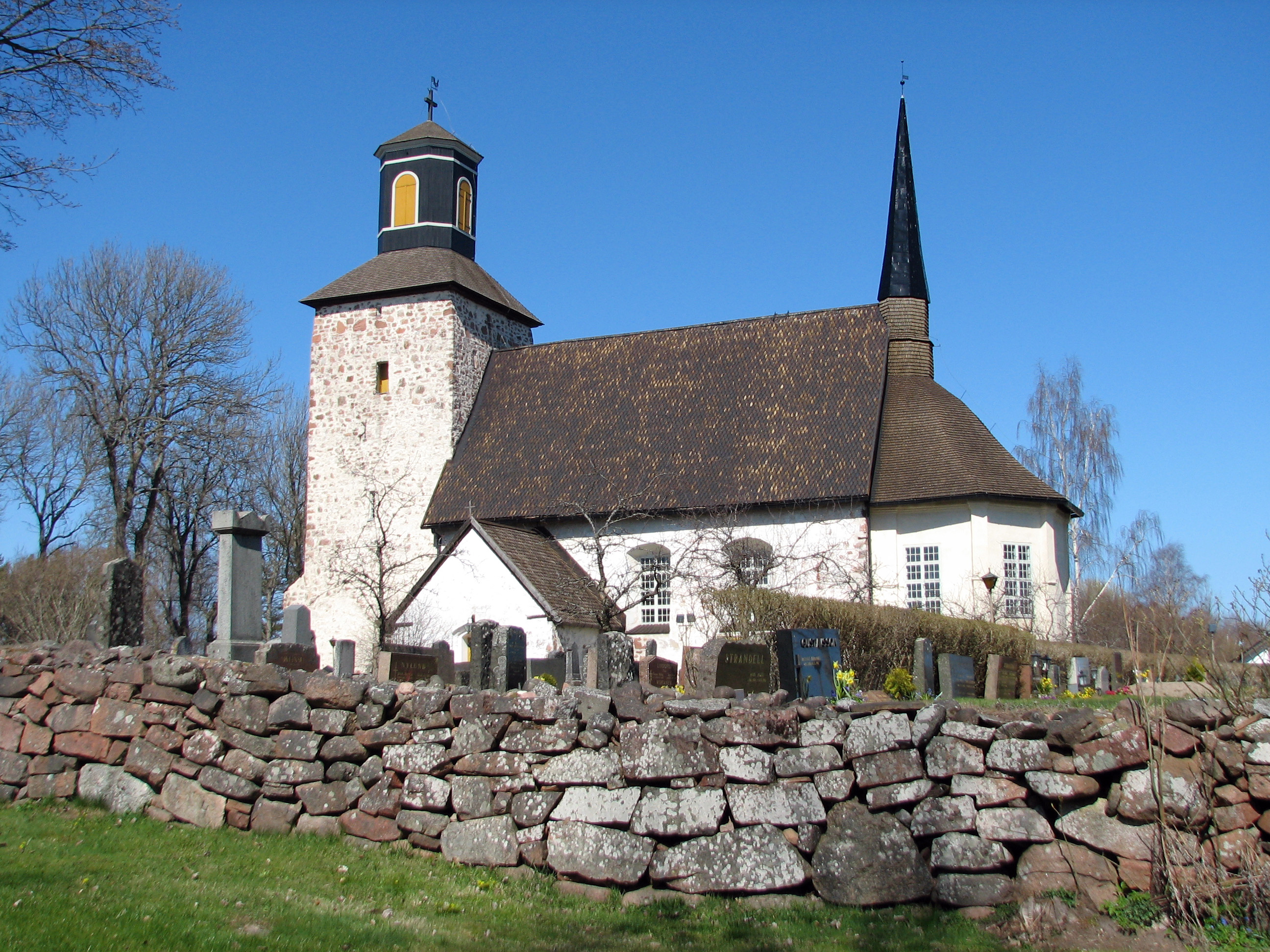
St. Birgitta in Lemland

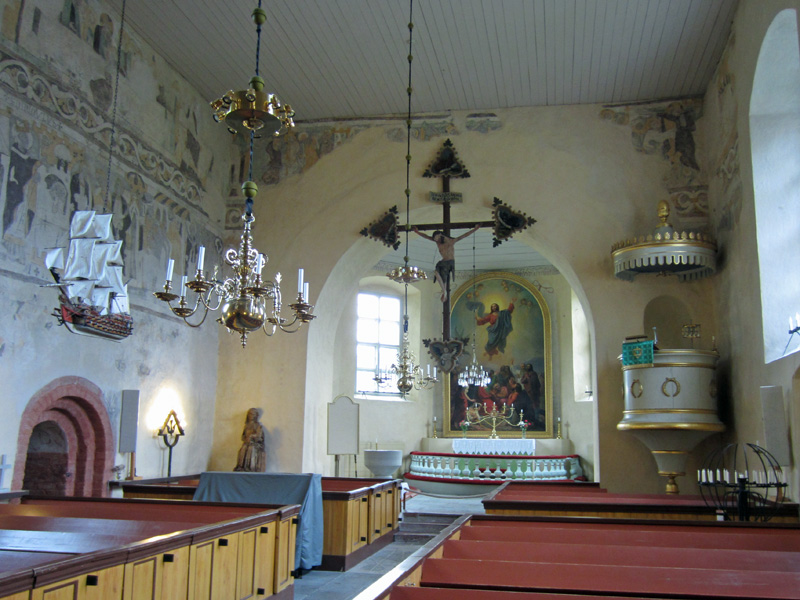
Innenraum

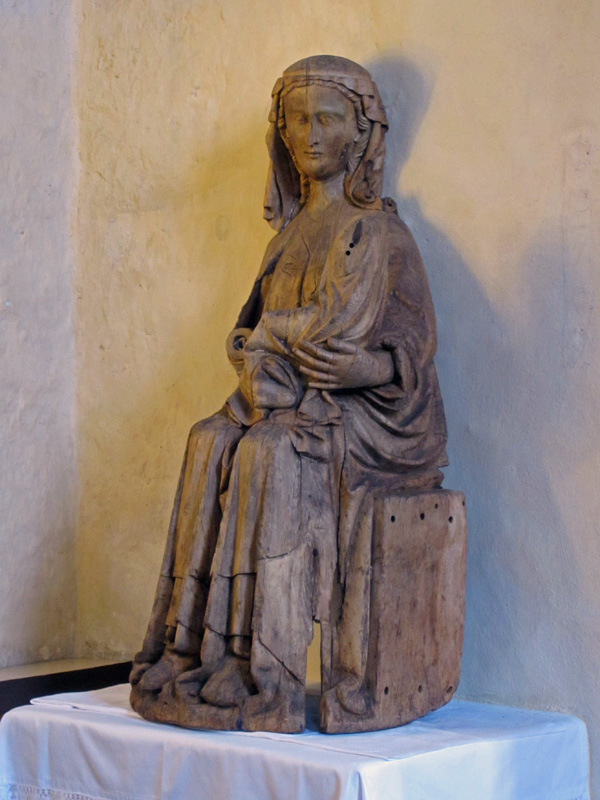
Madonna

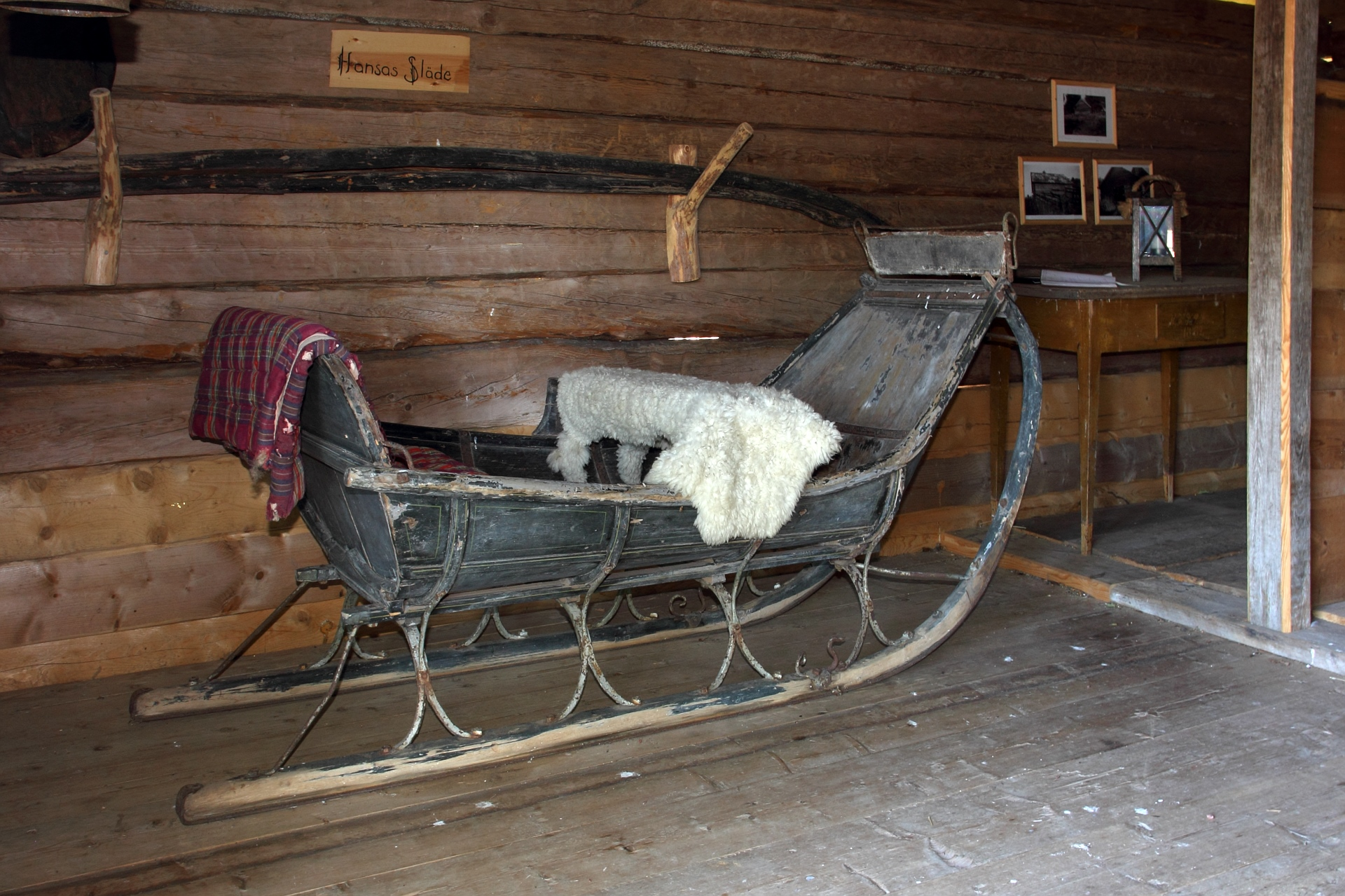
Blick in den Kyrkstall von Lemlands kyrka

Die evangelisch-lutherische Kirche St. Birgitta in Lemland, einer Gemeinde in der autonomen finnischen Provinz Åland, stellt eine typische Seefahrerkapelle dar. Es wird vermutet, dass sie erst nach dem Heiligen Nikolaus, dem Schutzpatron der Seeleute, benannt war. Im 15. Jahrhundert wurde sie der Heiligen Birgitta geweiht.

## Geschichte
Der älteste Teil der Kirche, das Längsschiff, wurde Ende des 13. Jahrhunderts gebaut. Wie andere Kirchen der Åland-Inseln wurde auch diese Kirche aus leicht zu bearbeitendem roten Ålandgranit errichtet. Archäologische Ausgrabungen haben Reste einer viel älteren Kirche freigelegt mit einem hölzernen Vorgängerbau. Das Alter dieser Holzkirche ist ungewiss, aber sie wurde wahrscheinlich am Anfang des 13. Jahrhunderts gebaut. Der Turm wurde um das Jahr 1317 errichtet. Die Sakristei stammt aus der ersten Hälfte des 14. Jahrhunderts und der Vorraum, der erste in der Region, wurde 1318 gebaut. Der heutige Altarraum war der letzte Gebäudeteil der Kirche, er wurde 1697 fertiggestellt, was aus der Wetterfahne auf dem östlichen Türmchen auf dem Dachfirst hervorgeht. Der Altarraum war ursprünglich als Grabkapelle für Admiral John Bergenstjerna und seine Frau Kristina Persdotter vom Gut Haddnäs gebaut. Die Grabkapelle wurde 1775 zum Hauptaltar der Kirche umgewandelt.
Südlich des umfriedeten Kirchhofs steht der historische Kyrkstall, in dem in früheren Zeiten die Gottesdienstbesucher ihre Pferde unterstellen konnten.

## Ausstattung

### Wandmalereien
Ursprüngliche hatte der Altarraum reiche farbige Wandmalereien in drei horizontalen Bändern, getrennt von ornamentalen Friesen. Zwei davon sind noch gut erhalten. Sie wurden auf das Jahr 1300 datiert und sind die ältesten auf den Åland-Inseln. Die Malereien in der Mitte der nördlichen Wand zeigen die Legende des Heiligen Nikolaus.
Die ältesten Malereien sind die Weihekreuze aus der Zeit um 1280. Fünf davon sind noch erhalten. Die Apostel Johannes und Andreas sind in Übergröße dargestellt.

### Altarbild
Das Altarbild auf der Nordwand stammt aus der Mitte des 15. Jahrhunderts. Über dem Altarbild war ursprünglich ein krönendes Gemälde, das jetzt in der Turmhalle hängt. Das Altarbild stellt die Auferstehung Christi dar. Es wurde von dem Hofmaler Robert Wilhelm Ekman gemalt und von ihm 1876 signiert.

### Kanzel
Die Kanzel ist von 1882, das Stundenglas aus der Mitte des 19. Jahrhunderts.

### Skulpturen
Es gibt mehrere hölzerne Skulpturen aus dem 14. Jahrhundert: Das Triumphkreuz im zweiten Gewölbebogen, das Altarkreuz, die thronende Madonna an der nordöstlichen Wand (eine der besten Holzskulpturen in Finnland) und der Heilige Nikolaus im Westfenster. Die heilige Birgitta aus dem 15. Jahrhundert findet man im Südfenster.

### Votivschiffe
Das Votivschiff im vorderen Teil des Kirchenschiffs ist aus dem 17. Jahrhundert, das im hinteren Teil von 1844.

### Orgel
Die erste Orgel der Kirche wurde 1866 vom schwedischen Orgelbauer Frans Anderson gebaut. Diese Orgel dient der Gemeinde über hundert Jahre und wurde dann an die Gemeinde von Sottunga verkauft, wo sie immer noch gespielt wird.
1960 erhielt die Kirche eine zweite Orgel, gebaut von Veikko Virtanen. Nachdem diese Orgel Probleme bereitete, wurde sie durch eine digitale Orgel von Johannus ersetzt, die nun in der Kirche von Lumparland ist.
Die Einrichtung der heutigen Orgel war im Januar 2009 beendet. Sie wurde in französisch romantischem Stil von dem deutschen Orgelbauer H. O. Paschen gebaut und von H. Gripentrogs und K. Mäkinen gestimmt.

### Archäologische Funde
Im Vorraum wurden folgende archäologische Funde gemacht: Ein Grabstein aus der ersten Hälfte des 12. Jahrhunderts, Glasscherben des ursprünglichen Altarfensters und Stücke von zwei Taufbecken.